# If I Needed You
«If I Needed You» — песня, сочинённая Таунсом Ван Зандтом. Изначально вышла в 1972 году в исполнении самого автора, но широкую известность получила в 1981 году как дуэт Эммилу Харрис и Дона Уильямса. Композиция была издана на сольных лонгплеях артистов (Cimarron и Especially for You соответственно), а в формате сингла достигла позиции № 3 в американском чарте Hot Country Songs и № 1 в канадском Country 50 Singles.
Коллаборация принесла Харрис и Уильямсу нараду Cash Box Country Singles Awards в категории «Новый дуэт» и номинации в качестве лучшего дуэта на MCN Awards, ACM Awards и три года подряд на CMA Awards. Также артисты выдвигались на премию «Грэмми» за «Лучшее кантри-исполнение дуэтом или группой с вокалом». Ван Зандт же, как автор одной из самых ротируемых кантри-песен года, получил приз ASCAP Country Awards.
Наряду с «Pancho & Lefty», «If I Needed You» является одной из двух наиболее известных широкой публике песен Ван Зандта. В разные годы её исполняли также Док Уотсон, The Seldom Scene, Лайл Ловетт, Joey + Rory, Mumford & Sons, Рики Скэггс, Джейсон Исбелл и другие артисты.

## Предыстория
Песня «If I Needed You» была написана Таунсом Ван Зандтом; по его собственному утверждению — во сне, когда он гостил в нэшвиллском доме своих друзей — супружеской пары Гая и Сюзанны Кларк. Все трое в то время болели гриппом и перед сном выпили купленную Ван Зандтом пинту сиропа от кашля с кодеином. Данное лекарство, согласно Ван Зандту, вызывало у него очень яркие сновидения, и в итоге ему приснилось, что он странствующий фолк-певец, исполняющий некую песню перед небольшой аудиторией в клубе. Проснувшись посреди ночи, Ван Зандт понял, что помнит композицию идеально — включил свет, взял карандаш и зафиксировал слова произведения в блокноте. Музыка при этом была настолько простой и ясной, что он запомнил её не записывая и, снова выключив свет, продолжил спать. За утренним кофе на кухне Ван Зандт сыграл для Кларков уже готовую песню.
Супруги Кларк рассказ Ван Зандта полностью подтверждали (в начале 1972 года он был шафером на их свадьбе, после чего восемь месяцев жил у них дома; именно тогда, по словам Сюзанны Кларк, и появилась песня). Тем не менее другие хорошо знавшие автора люди (бывшая жена Фрэн Лор, подруга Бьянка Делеон, менеджер и продюсер Кевин Эггерс) рассказывали иные и совершенно разные истории: каждый утверждал, что «If I Needed You» была написана/завершена в его присутствии, при других обстоятельствах и раньше по времени (вплоть до трёх лет), чем её услышали Кларки. Как отмечал биограф Эрл Томас Харди, в реальности Ван Зандт скорее всего сочинял композицию на протяжении некоторого периода, иногда показывая знакомым рабочие варианты песни, а затем однажды утром устроил презентацию финальной версии в доме у Кларков, сопроводив рассказом про сон. Сам Ван Зандт однако до конца жизни стоял на своём.
Песня посвящалась теме любви и преданности, отличаясь при этом крайней простотой и редкой для Ван Зандта прямолинейностью текста. Превратившись после серии кавер-версий в одно из самых популярных и «живучих» произведений автора, она стала регулярно звучать на свадебных церемониях на Юге и Западе США. Ещё одной особенностью «If I Needed You» являлось упоминание в ней двух попугайчиков Ван Зандта — Лупа и Лил («Loop and Lil agree / She’s a sight to see»), которых он содержал и возил с собой повсюду без клетки (Луп в результате потерялся, вылетев в открытое окно, а Лил умерла от тоски неделю спустя). Данная отсылка впоследствии озадачивала некоторых исполнителей песни, и они переделывали эти строчки на свой лад.
Композиция изначально вышла в 1972 году на лейбле Poppy как сингл Ван Зандта (с треком «Sunshine Boy» на обратной стороне) и следом попала в очередной альбом певца, The Late Great Townes Van Zandt. Первую кавер-версию «If I Needed You» записал Док Уотсон, включив её на свою пластинку Then and Now (1973). При этом фразу про Лупа и Лил он заменил на «Surely you will agree / She’s a pretty sight to see». Позднее Дэвид Аллан Коу с ведома Ван Зандта использовал мелодию песни при сочинении будущего хита Тани Такер «Would You Lay with Me (In a Field of Stone)». Широкую известность «If I Needed You» получила в 1981 году в качестве дуэта Эммилу Харрис и Дона Уильямса, достигнув строчки № 3 американского чарта Hot Country Songs.

## Версия Харрис и Уильямса
Очень сложно написать песню о любви, которая не будет приторной или слишком задорной. Весьма трудно найти песню, звучащую позитивно без ухода в эти крайности. И я считаю «If I Needed You» одной из самых красивых песен о любви. Это некая клятва, заверение в беззаветной преданности, и она абсолютно обезоруживает. И ты можешь в неё поверить. Мне также по душе идея исполнять её в форме диалога между мужчиной и женщиной, поэтому я пришла с ней к Дону, и она ему очень понравилась.
Во второй половине 1960-х годов Харрис, будучи начинающей фолк-певицей, увидела выступление Ван Зандта в нью-йоркском клубе Gerde’s Folk City и была поражена образностью поэзии артиста и его высокой тоскливой манерой пения, напоминавшей вокальный стиль Хэнка Уильямса. Став позднее популярной певицей в рамках музыки кантри, Харрис первой среди «больших» исполнителей записала и выпустила на своём лонгплее Luxury Liner (1976) песню Ван Зандта — «Pancho & Lefty», которая однако не получила тогда широкой известности. Тем не менее успех альбома в целом обеспечил композиции неплохие ротации на радио и привлёк к ней и её автору внимание прессы (в 1983 году под вдохновением от версии Харрис Вилли Нельсон и Мерл Хаггард представили собственное прочтение песни, возглавившее американский чарт Hot Country Songs). Второй работой Ван Зандта, которую взялась интерпретировать Харрис — на этот раз в формате дуэта с Доном Уильямсом — стала «If I Needed You».
Являясь большой поклонницей Уильямса и его чистого, простого и сдержанного звучания, отвечавшего её пониманию сути музыки кантри (передавать многое минимальными средствами), Харрис познакомилась с певцом на одной из церемоний награждения и договорилась записать вместе три дуэта, из которых до релиза дошёл только «If I Needed You». При этом даже выпуск единственной композиции из-за организационных сложностей занял почти три года. Песню исполнители записали в 1979 году. Рекорд-сессии прошли под началом продюсера Харрис Брайана Ахерна и продюсера Уильямса Гарта Фандиса в Нэшвилле — таким образом трек стал первой работой певицы (не считая гостевых), записанной за пределами Калифорнии со времён её нью-йоркского фолк-альбома Gliding Bird (1969). Строчки про Лупа и Лил артисты в своей версии заменили на «Who could ill agree / She’s a sight to see» (по словам Харрис, на правках настоял Уильямс, не понимавший, что это за имена).
Запись вышла в июле 1981 года в альбоме Уильямса Especially for You на лейбле MCA Records. Затем в августе она была издана в качестве сингла лейблом Харрис Warner Bros. Records, а в ноябре появилась в очередном лонгплее певицы, Cimarron. Подобная очередность релизов почти сразу стала поводом для иска Warner Bros. к MCA, поскольку по устному соглашению между A&R-менеджерами компаний песня могла войти в альбом Уильямса лишь через девять месяцев после выхода в формате сингла. Объясняться в суде пришлось и лично Уильямсу: по его словам, он обговорил новые условия выпуска «If I Needed You» с Харрис и Ахерном, те согласились и обещали решить данный вопрос со своим лейблом. Представители Warner Bros. однако заявили в суде, что ничего об этом не знают. В итоге Уильямс в ноябре 1981 года в интервью газете Chicago Tribune сказал, что больше у них с Харрис никогда не будет дуэтов, пояснив, что инициатором проекта была певица, а сам он делать дуэты не очень любит, и тем более они не стоят тех хаоса и скандала, которыми всё закончилось.
Композиция между тем достигла позиции № 3 в Hot Country Songs и возглавила канадский хит-парад Country 50 Singles. Для Уильямса, за время карьеры в принципе записавшего не так много коллабораций, песня стала единственным его дуэтом, попавшим в чарты. Исполнители также получили награду Cash Box Country Singles Awards в категории «Новый дуэт». Кроме того, в 1982, 1983 и 1984 годах они выдвигались как лучший дуэт на CMA Awards. После третьей номинации шеф нэшвиллского бюро журнала Billboard Кип Кирби с недоумением отметила на страницах издания, что при всей прелести «If I Needed You», Харрис и Уильямс уже три года не выпускали новых коллабораций, и задалась вопросом, слушают ли выборщики CMA кантри-радио, где представлено много достойных актуальных тандемов. Помимо этого, артисты номинировались на премию «Грэмми» за «Лучшее кантри-исполнение дуэтом или группой с вокалом». Ван Зандту же композиция принесла ASCAP Country Awards — как автору одной из самых ротируемых кантри-песен года. «Это мой первый хит», — говорил он в итоге про «If I Needed You».
Благодаря коллаборации Харрис и Уильямса сочинительский талант Ван Зандта в 1981 году снова привлёк внимание публики, а песня «If I Needed You», наряду с «Pancho & Lefty», стала одним из двух крупных коммерческих успехов Ван Зандта в качестве автора песен (как исполнитель он заметного коммерческого успеха так и не добился). Эти же две композиции остаются его самыми известными широкой аудитории произведениями. В начале 1990-х годов Харрис и Ван Зандт записали «If I Needed You» дуэтом, который затем был издан в посмертном альбоме певца Texas Rain (2001). На состоявшемся в 1997 году трибьют-концерте памяти Ван Зандта — A Celebration of Townes Van Zandt — в рамках телешоу Austin City Limits Харрис спела песню вместе со Стивом Эрлом. В 2012 году артистка также сыграла композицию с британской фолк-группой Mumford & Sons в рамках их совместного концерта в эфире кантри-телеканала CMT. Помимо этого, незадолго до смерти Уильямса композиция вошла в посвящённый ему трибьют-альбом Gentle Giants: The Songs of Don Williams (2017) в исполнении Джейсона Исбелла и Аманды Шаирз.

## Оценки
Рецензируя сингл Харрис и Уильямса, редакторы журнала Billboard охарактеризовали «If I Needed You» как самый настоящий кантри-номер в классическом стиле Харрис, попутно выделив изобилующую партиями фиддла акустическую аранжировку, которая прекрасно сочетается с голосами двух балладников. В 2017 году то же издание включило композицию в собственный список лучших песен Дона Уильямса. Рецензенты еженедельника Cash Box, подчеркнув, что в этом красивом дуэте о преданности Харрис вновь обращается к творчеству уважаемого автора песен Таунса Ван Зандта, назвали сингл успокаивающей акустическим номером с легкой губной гармоникой и фиддлом, определив релиз в радиоформаты кантри и Adult Contemporary.
Обозреватели издания Record World описали «If I Needed You» как трогающую до глубины души балладу, в которой два узнаваемых голоса обмениваются куплетами и прелестно гармонизируют в припевах. В последующей рецензии (в рубрике «Кантри-песня недели») редакторы обозначили композицию как простую и понятную балладу с ярко выраженными обертонами традиционного кантри и минималистичным аккомпанементом, создающим эффектный фон для смешения стилей двух вокалистов, и назвали трек незаменимым для программных директоров радиостанций. Редактор журнала Rolling Stone Дон Шевей счёл дуэт «жемчужиной», почти искупающей весь «шлак», которым полон альбом Cimarron: отчасти потому, что группа Уильямса играет с изысканной сдержанностью, отчасти потому, что композиция Ван Зандта — классическая баллада, но в основном потому, что у Уильямса самый нежный мужской голос в музыке кантри, и когда он с любовью обволакивает им ангельский альт Харрис, сочетание получается божественным. В 2020 году сотрудники издания также включили трек в свой список из 10 ключевых песен Уильямса.
Критик журнала Country Music Эндрю Фрэнсис, написал, что в «If I Needed You» голоса Харрис и Уильямса легко переплетаясь связываются в музыкальный любовный узел, в то время как губная гармоника «невероятного Микки Рафаэля» проникновенно рыдает где-то вдали, и описал запись как «мощное выступление, в котором метр можно легко измерить в ударах сердца». Рецензируя в 2000 году CD-переиздание альбома Cimarron, редактор того же журнала Бобби Рид заключил, что благодаря бархатистому и хрупкому баритону Уильямса этот дуэт является признанной классикой. Сам Уильямс в 2014 году, отвечая интервьюеру газеты Austin American-Statesman на вопрос о том, прошла ли их с Харрис версия «If I Needed You» проверку временем, выразил гордость тем, что они с певицей смогли сделать «настолько красивое» прочтение этой композиции, добавив, что работать с исполнительницей над этим номером было для него честью.
Оценивая в 1972 году оригинальную версию Ван Зандта, редакторы Cash Box назвали её самым успешным синглом певца на тот момент, отметив, что ровный ритм обеспечивает «If I Needed You» коммерческий потенциал. Обозреватели Record World, констатировав, что «Ковбой» Джек Клемент спродюсировал артисту навязчивую мелодию, похвалили трек за простую музыку и жизненный текст. В 2019 году журнал American Songwriter включил композицию в собственный список из 20 лучших песен Ван Зандта, назвав её «жемчужиной» и одной из немногих работ певца, в которых он выражается столь выигрышно прямолинейно. Портал Paste в 2023 году внёс запись в свой список из 15 величайших песен Ван Зандта, выделив воодушевляющую вокальную мелодию, простые, но мощные ударные и «слайд-гитару с оттенком сепии». Наконец кантри-историк, Ph. D, Билл Малоун в своей книге Country Music USA (2018) перечислил «If I Needed You» среди нескольких «песенных жемчужин» Ван Зандта, прошедших проверку временем (наряду с «Tecumseh Valley», «White Freightliner Blues», «Snowing on Raton» и «Pancho & Lefty»).

## Прочие версии
Помимо упомянутых выше, песню в разные годы записывали и другие артисты, в том числе:
- The Seldom Scene (1988)
- Гоув Скривенор (1998)
- Лайл Ловетт (1998)
- Рэй Бенсон (2001)
- Альберт Ли (2003)
- Asleep at the Wheel (2003)
- Ричард Добсон (2003)
- Гай Кларк (2009)
- Joey + Rory (2013)
- Рики Скэггс и Шэрон Уайт (2014)

## Позиции в чартах
Еженедельные чарты
| Чарт (1982)                            | Высшая позиция | Прим.  |
| -------------------------------------- | -------------- | ------ |
| США, Billboard, Hot Country Songs      | 3              | [ 53 ] |
| США, Cash Box, Top 100 Country Singles | 2              | [ 54 ] |
| США, Record World, Country Singles     | 1              | [ 55 ] |
| США, Radio & Records, Country Airplay  | 1              | [ 56 ] |
| Канада, RPM, Country 50 Singles        | 1              | [ 57 ] |

Ежегодные чарты
| Чарт (1982)                                 | Позиция | Прим.  |
| ------------------------------------------- | ------- | ------ |
| США, Radio & Records, Country Top 81 of '81 | 35      | [ 58 ] |
| Канада, RPM, Top 100 Country Singles 1981   | 43      | [ 59 ] |

## Награды и номинации
Ниже представлены награды и номинации, отмечающие как сочинение и исполнение песни, так и музыкальный коллектив (дуэт) Харрис и Уильямса.
| Год  | Награда                         | Категория                                               | Работа            | Номинант                    | Итог      | Прим.  |
| ---- | ------------------------------- | ------------------------------------------------------- | ----------------- | --------------------------- | --------- | ------ |
| 1981 | ACM Awards                      | «Лучший вокальный дуэт»                                 | —                 | Эммилу Харрис и Дон Уильямс | Номинация | [ 60 ] |
| 1982 | ASCAP Country Awards            | «Самые ротируемые кантри-песни года»                    | «If I Needed You» | Таунс Ван Зандт             | Победа    | [ 33 ] |
| 1982 | Grammy Awards                   | «Лучшее кантри-исполнение дуэтом или группой с вокалом» | «If I Needed You» | Эммилу Харрис и Дон Уильямс | Номинация | [ 32 ] |
| 1982 | Music City News Awards          | «Дуэт года»                                             | —                 | Эммилу Харрис и Дон Уильямс | Номинация | [ 61 ] |
| 1982 | Cash Box Country Singles Awards | «Новый дуэт»                                            | —                 | Эммилу Харрис и Дон Уильямс | Победа    | [ 29 ] |
| 1982 | CMA Awards                      | «Вокальный дуэт года»                                   | —                 | Эммилу Харрис и Дон Уильямс | Номинация | [ 30 ] |
| 1983 | CMA Awards                      | «Вокальный дуэт года»                                   | —                 | Эммилу Харрис и Дон Уильямс | Номинация | [ 30 ] |
| 1984 | CMA Awards                      | «Вокальный дуэт года»                                   | —                 | Эммилу Харрис и Дон Уильямс | Номинация | [ 30 ] |

## Музыканты на записи
- Фиддл и мандолина — Уэйн Гудвин
- Акустические гитары — Дэйв Кирби, Бэрри «Бёрд» Бёртон, Эммилу Харрис
- Виола — Бадди Сапайкер
- Гармоника — Микки Рафаэль
- Электропианино — Чарльз Кокран
- Ударные и конга — Кенни Малоун
- Электрический бас — Джо Аллен

## Полезные ссылки
- «If I Needed You» в авторском исполнении Ван Зандта (аудио) на YouTube
- «If I Needed You» в исполнении Дока Уотсона (аудио) на YouTube
- «If I Needed You» в исполнении Ван Зандта и Харрис (аудио) на YouTube
- «If I Needed You» в исполнении Joey + Rory (видео) на YouTube

## Комментарии
1. ↑  Двумя другими дуэтами были написанная самим Уильямсом песня «Crying Eyes» и некая композиция авторства Боба Макдила[20].
2. ↑  Аналогичные ограничения устанавливались для Харрис и её лейбла в части дуэта «Crying Eyes»: певица могла выпустить песню в своём альбоме только через девять месяцев после выхода композиции в формате сингла на MCA Records[22].